# Iglesia de Santa María de los Milagros (Venecia)
La iglesia de Santa María de los Milagros (en italiano: Chiesa di Santa Maria dei Miracoli) sita en la ciudad de Venecia (Véneto, Italia) es un templo católico de estilo renacentista construido entre los años 1481 y 1489, que fue proyectado por Pietro Lombardo con la finalidad de dar una ubicación digna a la imagen de la Virgen María venerada en ese lugar desde el 1408.

## Descripción
La iglesia se edificó en estilo renacimiento veneciano: mármol blanco, rosa y serpentina, columnas falsas en las paredes, parte alta de la fachada semicircular, etc. Fue construida entre 1481 y 1489.
El interior tiene una única una nave con una bóveda de cañón y es dominado por una escalera que llega al altar principal totalmente adornada por estatuas de Tullio Lombardo, Alessandro Vittoria y Nicolò di Pietro, mientras que la bóveda se divide en cincuenta artesonados decorados con las caras de los profetas, hechos por el hermano Gerolamo Pennacchi, Vincenzo dalle Destre.